# Jhefferson Rodríguez
Jhefferson Rodríguez (San Juan de Lurigancho, Lima, Provincia de Lima, Perú, 13 de marzo de 2006) es un futbolista peruano. Juega de guardameta y su equipo actual es el Club Universitario de Deportes de la Primera División del Perú.

## Trayectoria
En el año 2023 formó parte del plantel de reserva de Universitario de Deportes, club al que llegó a los 14 años.

### Universitario de Deportes
En el 2024 fue promovido al plan plantel principal, firmando su primer contrato profesional, hasta finales del 2025. Sería el 4to arquero del plantel principal del centenario, detrás de Sebastian Britos, Diego Romero y Aamet Calderón. Ante la suspensión de Aamet y lesión de Britos en la temporada apareció en 4 oportunidades en la banca de suplentes. Formaría parte del equipo campeón nacional del 2024.

## Clubes
| Club                      | País | Año           |
| ------------------------- | ---- | ------------- |
| Universitario de Deportes | Perú | 2024-presente |

## Palmarés

### Torneos Nacionales
| Título                    | Club          | País | Año  |
| ------------------------- | ------------- | ---- | ---- |
| Primera División del Perú | Universitario | Perú | 2024 |

### Torneos Cortos
| Título          | Club          | País | Año  |
| --------------- | ------------- | ---- | ---- |
| Torneo Apertura | Universitario | Perú | 2024 |
| Torneo Clausura | Universitario | Perú | 2024 |